# Grube Apfel
Die Grube Apfel ist eine ehemalige Buntmetallerz-Grube des Bensberger Erzreviers in Bergisch Gladbach. Der Hauptbetriebspunkt war unmittelbar südlich angrenzend an die Grube Berzelius. Das Gelände mit den Wohnhäusern ist heute ein Ortsteil im Stadtteil Moitzfeld von Bergisch Gladbach.
In unmittelbarer Nähe fließt der Volbach. Bis heute weist er eine bedenkliche Konzentration an Zink auf. 

## Geschichte
Zu Beginn des 19. Jahrhunderts wurde es technisch möglich, Zinkerz in hochwertiges Metall zu verwandeln. Als Folge davon entstand im gesamten Erzrevier Bensberg in der Mitte des 19. Jahrhunderts ein wahrer Zinkrausch. Ein größeres Pingenfeld im nördlichen Teil des Grubenfelds Apfel war für die Prospektoren der Fingerzeig auf eine Erzlagerstätte. Die Grube Apfel findet ihre erste Erwähnung als Mutung Anschluss am 14. Oktober 1847. Sie wurde am 9. Juli 1848 als Grubenfeld Apfel auf Zink-, Blei und Kupfererz verliehen. Am 12. November 1856 erfolgte eine weitere Verleihung auf Eisenerze (Erweiterung). Die Förderung von Kupfer- und Eisenerzen blieb aber wirtschaftlich unbedeutend. Es handelte sich zunächst um ein so genanntes gestrecktes Feld beziehungsweise ein Längenfeld. Am 23. Februar 1861 wurde die Grube Apfel als Geviertfeld mit neuen Grenzen verliehen.
Zu einer Konsolidierung mit den nachfolgenden Grubenfeldern/Gruben kam es am 20. September 1861:
1. Die Grube Bergmannstrost wurde erstmals am 24. Oktober 1859 und am 5. November 1860 erwähnt. Die Verleihung erfolgte am 20. Januar 1861 auf Blei-, Zink- und Eisenerze.[2]
2. Die Grube Carnall wurde am 2. Januar 1856 gemutet und am 10. Juli 1858 auf Eisen-, Blei- und Zinkerze verliehen.[2]
3. Die Grube Columbus wurde unter dem Namen Hugo I am 4. März 1853 gemutet und am 21. Februar 1854 auf Blende, Blei- und Kupfererze verliehen.[2]
4. Die Grube Conrad wurde am 1. Februar 1856 gemutet. Die Verleihung erfolgte am 13. November 1857 auf Blei-, Zink- und Kupfererze.[2]
5. Die Grube Ehrenfeld war am 9. August 1847 als Längenfeld verliehen worden. Es fanden anschließend aber keine Arbeiten statt. Dadurch fiel das Bergeigentum wieder ins Freie. Am 20./26. Oktober 1853 erfolgte eine erneute Mutung unter dem Namen Caecilia. Schließlich erfolgte am 9. April 1855 die Verleihung auf Blei-, Zink- und Kupfererze unter dem Namen Ehrenfeld. Die Verleihung wurde am 2. August 1856 auf Spateisenstein und am 12. November 1856 auf alle Eisenerze erweitert.[2]
6. Die Grube Ehrenfeld I war am 10. März 1856 unter dem Namen Concordia gemutet worden. Verliehen wurde es unter dem Namen Ehrenfeld I am 2. Juli 1858 auf Eisen-, Blei- und Zinkerze.[2]
7. Die Grube Ehrenfeld II wurde am 30./31. August 1860 unter dem Namen Rose gemutet. Verliehen wurde es am 20. Januar 1861 auf Blei-, Zink-, Kupfer- und Eisenerze mit dem Namen Ehrenfeld II[2]
8. Die Grube Hecht war am 24. Oktober 1859 gemutet worden. Verliehen wurde es am 20. Januar 1861 auf Blei-, Kupfer-, Zink- und Eisenerze.[2]
9. Die Grube Marius fand seine erste Erwähnung als Mutung Loreley am 6. Dezember 1852. Die Verleihung erfolgte als Längenfeld am 13. August 1853 auf Blende und Bleierze. Am 4. September 1858 kam es zu einer weiteren Verleihung als Geviertfeld unter dem Namen Marius auf Blei-, Kupfer-, Zink- und Eisenerze.[2]
10. Die Grube Strohmeyer wurde gemutet am 3./5. Januar 1860. Verliehen wurde es am 17. März 1861 auf Blei-, Zink- und Eisenerze.[2]
11. Die Grube Tilly war am 24. September 1855 unter dem Namen Hugo gemutet worden. Die Verleihung erfolgte unter dem Namen Tilly am 29. Oktober 1856 auf Blei-, Zink- und Kupfererze.[2]

Nachdem man die Bergbautätigkeiten auf dem Betriebspunkt Apfel im Jahr 1881 eingestellt hatte, kam es am 28. Oktober 1903 zu einer Feldesteilung. Die Berzelius AG erwarb durch diesen Akt für ihre Grube Berzelius von der AG des Altenbergs als Eigentümerin der Grube Apfel einen kleinen Teil des östlichen Grubenfelds Apfel und teufte auf diesem einen Schacht ab.

## Betrieb und Anlagen

### Der Hauptbetriebspunkt Apfel
Man begann im Jahr 1847 zunächst über einen Stollen im Tal mit der Förderung. Weitere Stollen folgten. Anschließend brachte man oberhalb in östlicher Richtung einen Maschinenschacht nieder. In der Folgezeit entwickelte sich ein schwunghafter Betrieb. Das gewonnene Material schaffte man mit einer Pferdebahn zur Aufbereitungsanlage in Immekeppel.
Der Maschinenschacht wurde anfangs kontinuierlich bis auf 126 m unter der Stollensohle mit drei Bausohlen abgeteuft. Später brachte man den Schacht noch bis auf 160 m nieder und setzte eine vierte Tiefbausohle an. Der Erzgang verrauhte aber mehr und mehr. Daher ging die Förderung bereits seit 1871 kontinuierlich zurück, weil sich die bekannten Erzmittel allmählich dem Ende zu neigten. So stand der Betriebspunkt Apfel schon 1880 vor der Stilllegung. Die endgültige Stilllegung der Grube Apfel zögerte sich durch vereinzelte Neuanbrüche mit geringen Abbauleistungen bis zum Jahr 1891 noch hinaus, insbesondere deshalb, weil der Betriebspunkt Columbus weiterhin gute Ergebnisse erzielte. Man fuhr nach 1891 auch einen Stollen im Grubenfeld Conrad auf. Von hier aus wollte man die Fortsetzung des Apfelganges untersuchen, fand ihn auch, musste aber feststellen, dass er in diesem Bereich taub war.

### Der Betriebspunkt Columbus

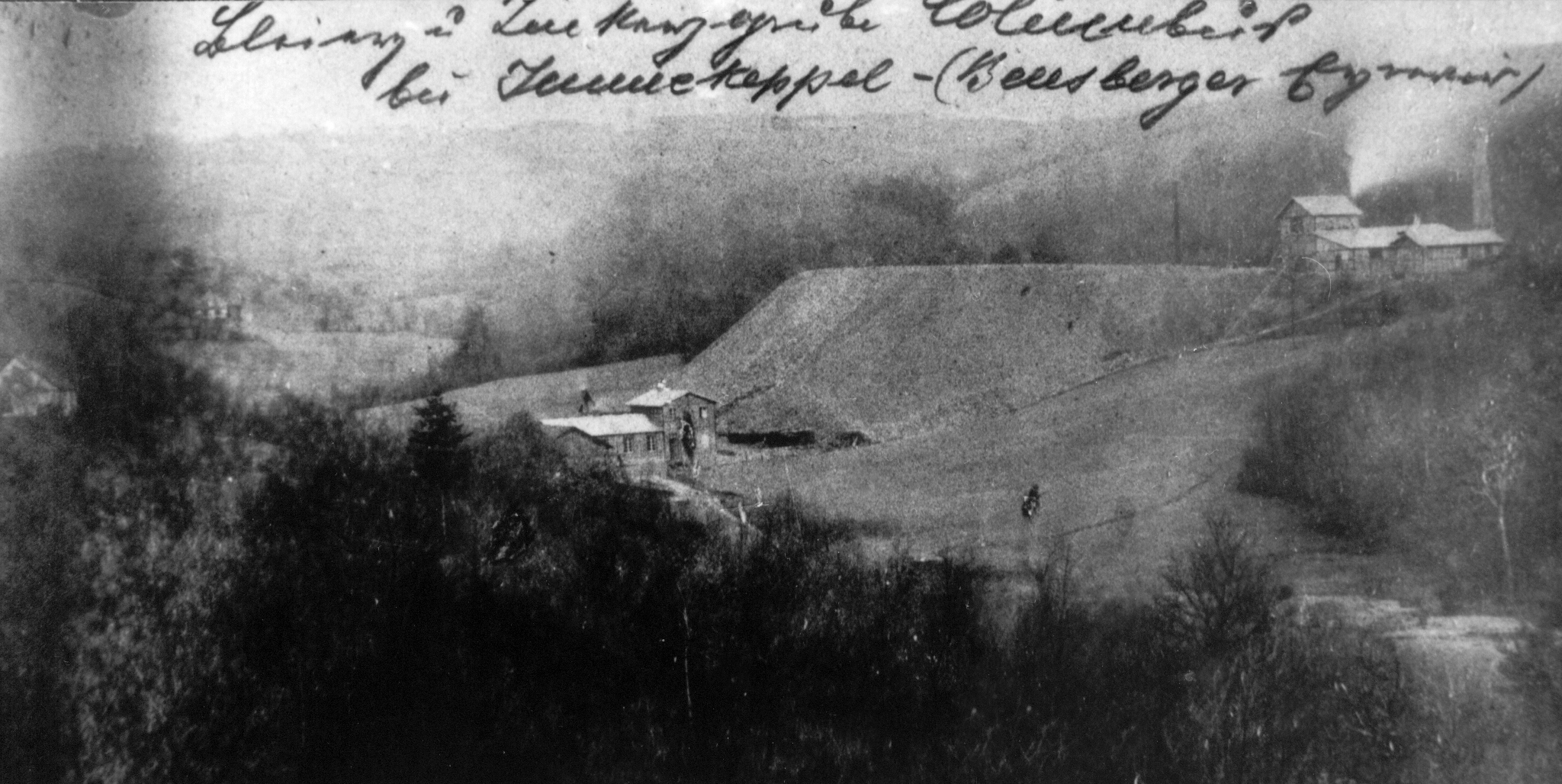
Betriebspunkt Columbus um 1890

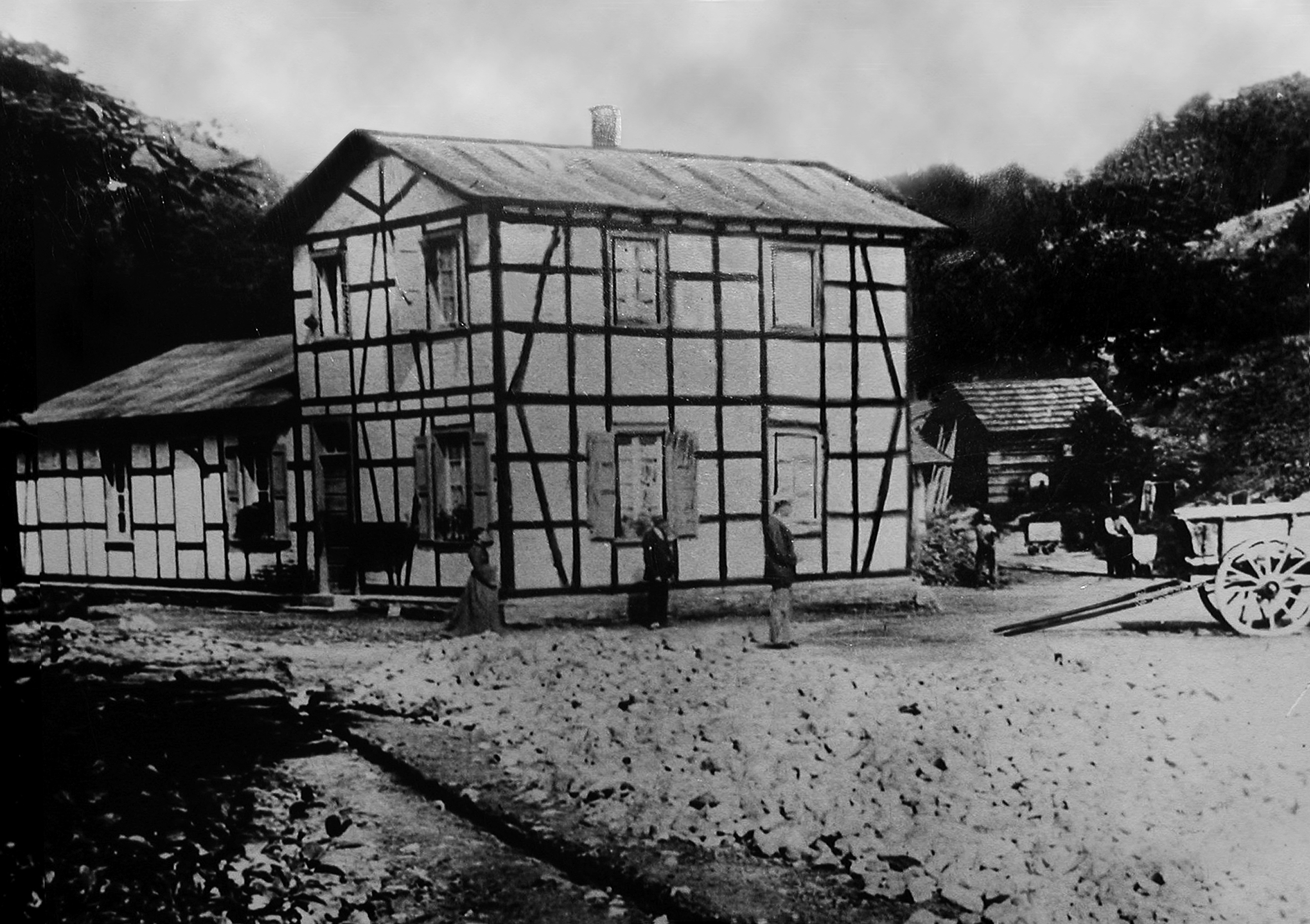
Zechenhaus Columbus um 1900

Zuletzt konzentrierte man sich auf den Betriebspunkt Columbus, der mit dem angrenzenden Grubenfeld Tilly eine Einheit bildete. Die seit der Mitte des 19. Jahrhunderts im Untertagebergbau gewonnenen Erze beider Gruben förderte man über einen Stollen zu Tage, der vom „Südschacht“ direkt auf die Pferdebahn mündete, die das Erz zur Aufbereitung nach Immekeppel zu transportieren hatte. Die Pferdebahn vereinigte sich in Külheimer Mühle am so genannten Wechsel mit der Bahn von Grube Apfel.
Bis 1868 baute man auf den 20-, 30- und 40-Lachter-Sohlen und in den nächsten Jahren auf den 50- und 60-Lachter-Sohlen. Letzte Versuche wurden auf der 156-m-Sohle unternommen. Den Südschacht hatte man dabei bis auf 160 m einschließlich Pumpensumpf abgeteuft. Im Jahr 1891 waren die Vorräte weitestgehend erschöpft. Die Grube Columbus musste geschlossen werden.

## Ortschaft Grube Apfel
Die Grube Apfel hat bis auf den heutigen Tag ihren Namen als Ortsbezeichnung behalten. Hier stehen immer noch mehrere Wohnhäuser, die teilweise aus der Zeit des ehemaligen Grubenbetriebs stammen.